# 沼尾川 (榛名山)

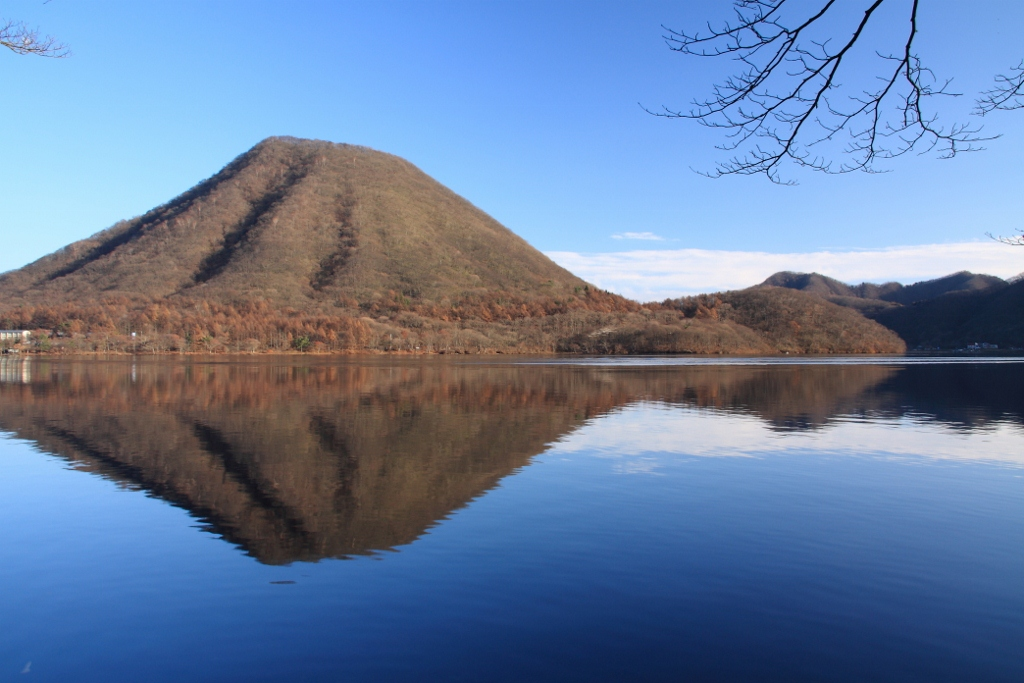
水源の榛名湖

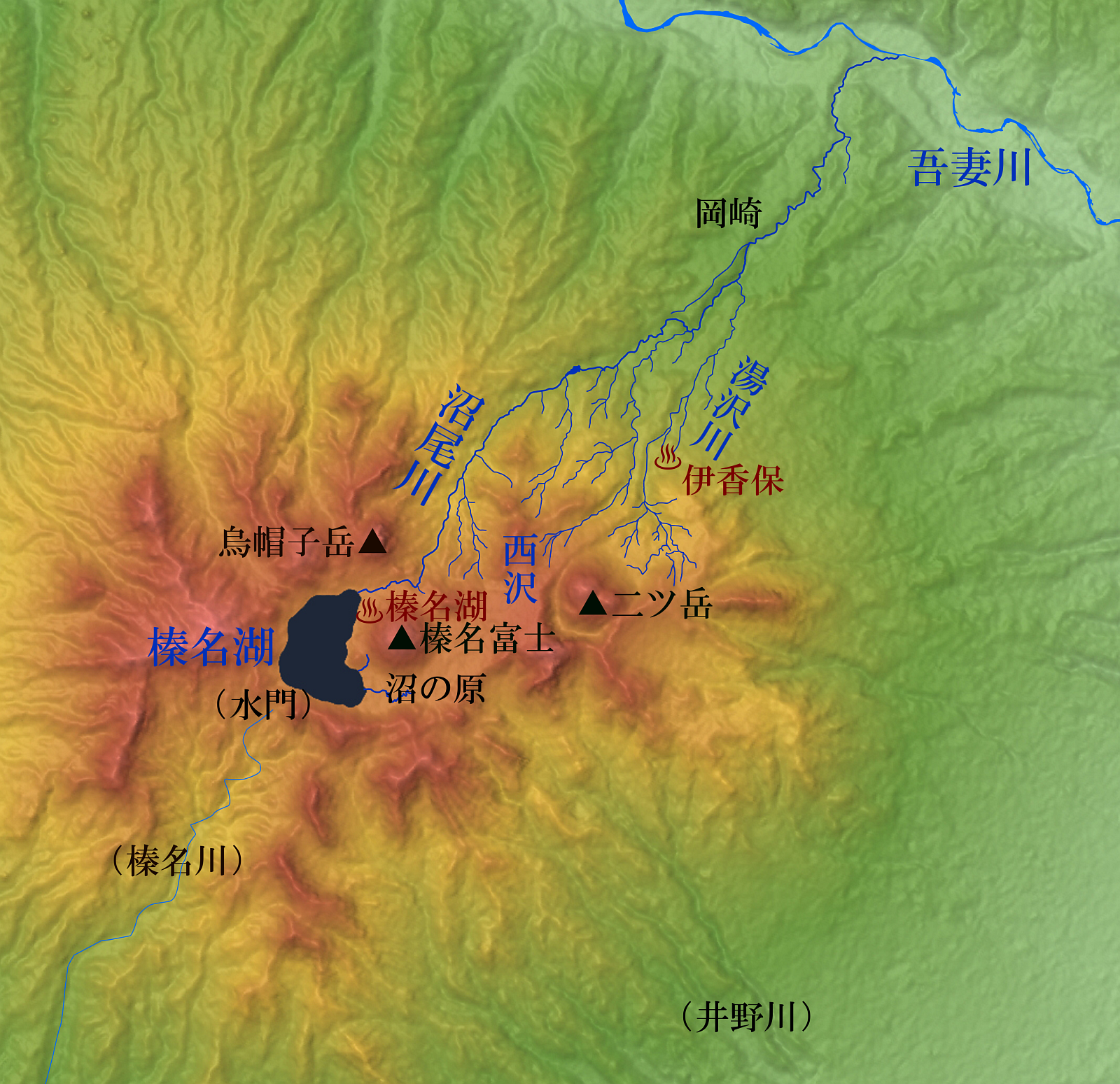
関連地図

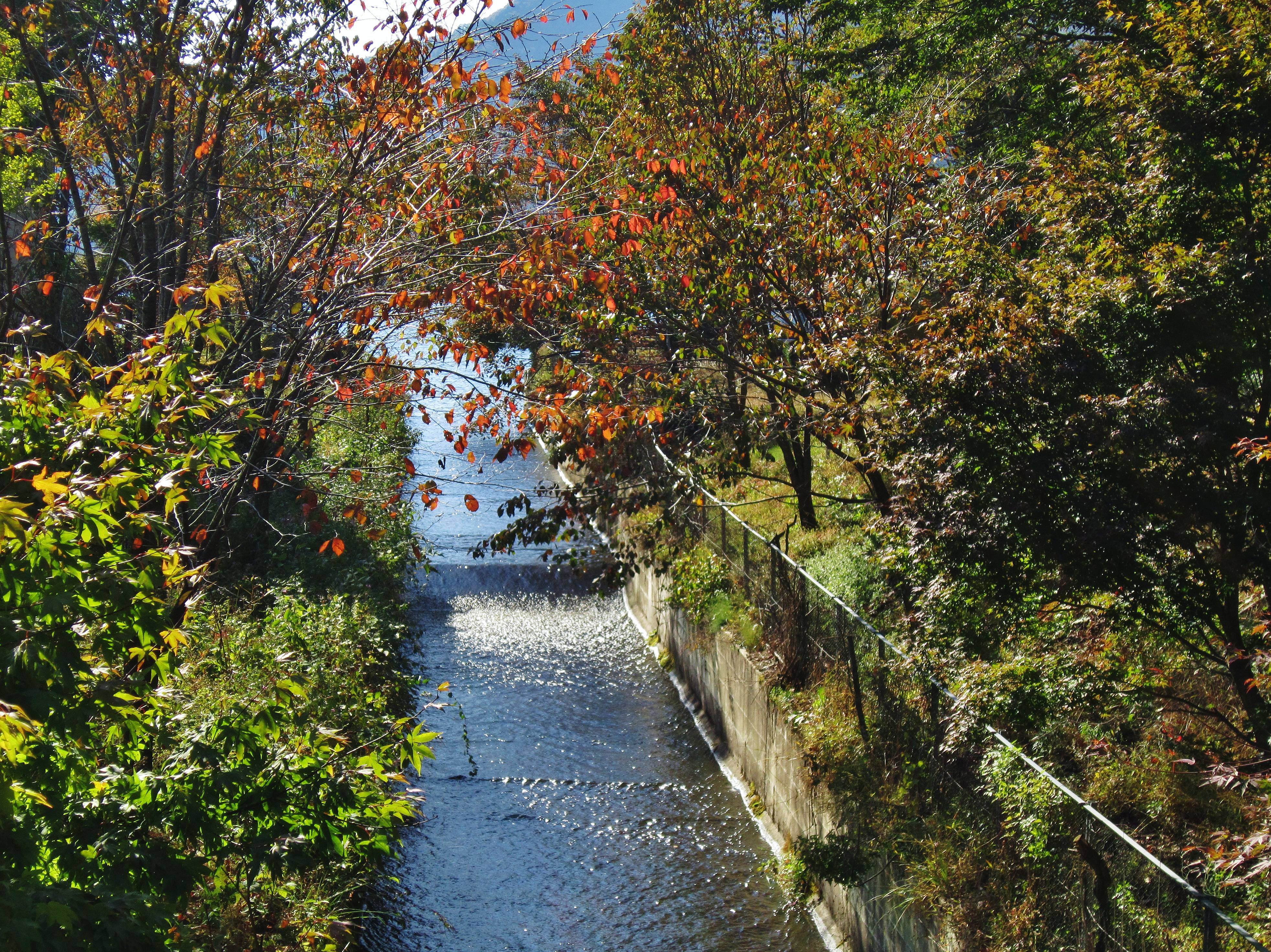
榛名湖から流出する沼尾川

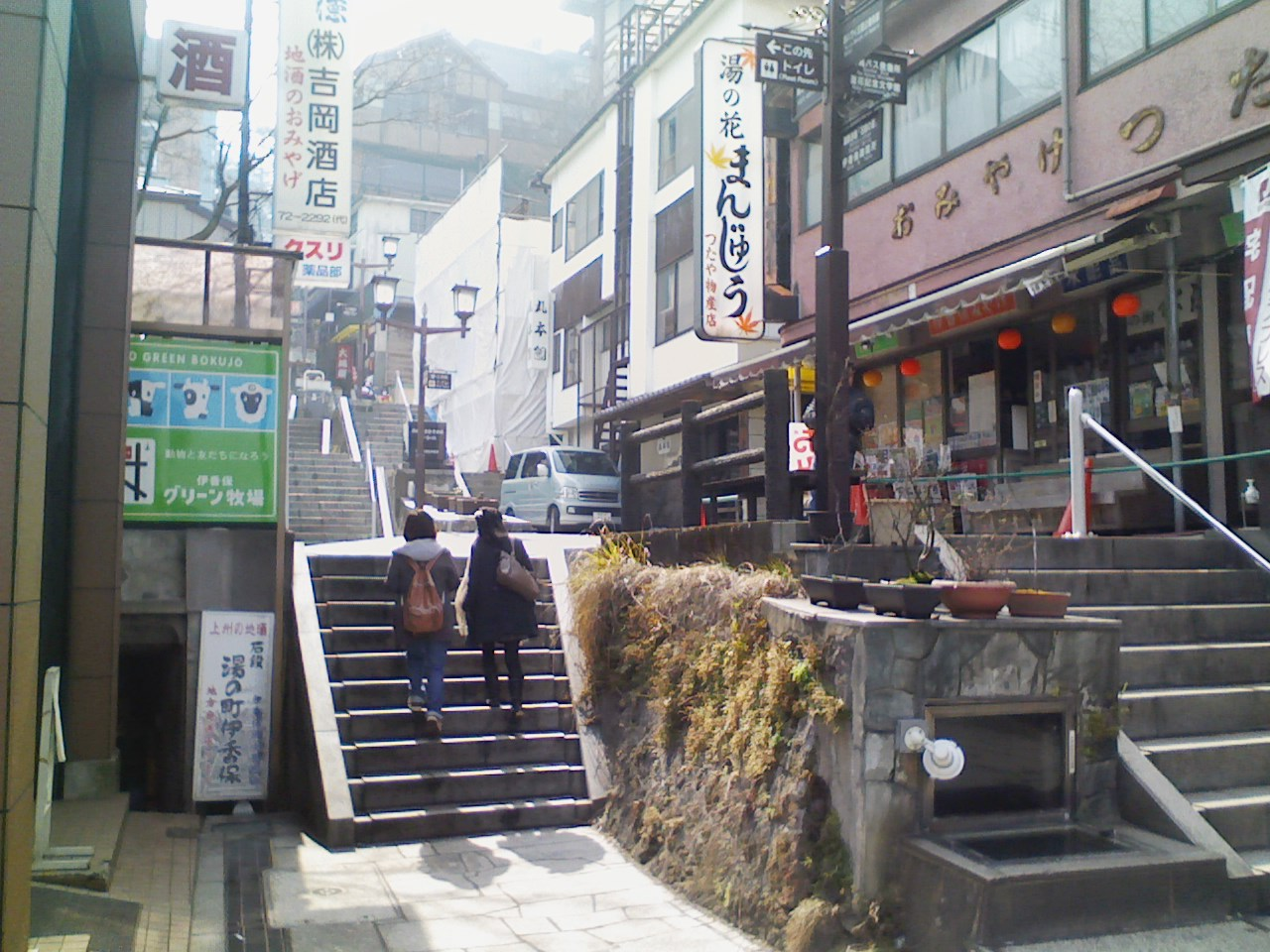
支流の湯沢川や貫沢は伊香保温泉を流れる。

沼尾川（ぬまおがわ）は、一級河川利根川水系の吾妻川の支流。榛名山の山頂にある榛名湖を主な水源とし、榛名山北麓の伊香保温泉の温泉街を流れる湯沢川などの支流を集めて吾妻川に注ぐ。全長は約11キロメートルで、川筋は渋川市と東吾妻町との境になっている。

## 流路の概要
沼尾川の水源は、榛名山の山頂一帯にある。その山頂付近には溶岩ドームである榛名富士（標高1390.3メートル）と、カルデラ湖である榛名湖（湖面の標高1084 m）がある。その外輪山と榛名富士一帯の水が榛名湖に集まり、湖の北東端から火口瀬として北へ流れ出している。川は榛名湖温泉の脇を流れたあと、外輪山の一座である烏帽子岳(1,363 m)と蛇ヶ岳（1,229 m）の間を北東へ流れ下る。約3キロメートルを流れる間に標高差400メートルあまりを流れ下っているが、五万石という山（標高1060.4 m）の西麓には弁天滝という落差6メートルほどの滝が懸かっている。榛名山一帯では滝は珍しい存在だが、滝壺までおりるルートはなく、見ることも難しい。
中流の左岸の旧東村（2006年の合併により東吾妻町の一部となる）は、榛名山の北麓の火山灰地で、かつては水の乏しい地域だった。江戸時代に沼尾川から水を引いて開拓が行われ、岡崎地区が拓かれた。
一方、右岸には伊香保温泉がある。温泉街は榛名山外輪山の二ッ岳(1,344 m)や水沢山(別名・浅間山、1,194 m)、物聞山（901 m）の北の斜面地に形成されていて、沼尾川の支流の湯沢川、貫沢、物聞沢が温泉街を流れている。これらの支流は相馬山（1,411 m）の北に発している。ここは6世紀の噴火の際の火口となった場所で、その火口の直径が2キロメートルに満たないためにカルデラの定義には合致しないものの、成因はカルデラと同じ地形である。
これらの支流をあわせたのち、沼尾川は吾妻川に注ぐ。榛名湖からの流出口から吾妻川に注ぐまでのほぼ全長にわたり、沼尾川は東吾妻町（旧東村）と渋川市（旧伊香保町）の市町村境となっている。「伊香保川」「布川」の異称もある。

## 流域の開拓史

### 岡崎と岡上用水
榛名山が火山として活発に噴火した時期は大きく2期に分けられており、50万年前から25万年前まで（古榛名火山）、5万年前から現代（新榛名火山）に大別されている。6世紀に起きた2度の噴火では、伊香保温泉に近い二ッ岳が活動の中心となった。このとき発生した2度の火砕流はいずれも沼尾川を通ってくだり、一帯に軽石の堆積層を形成した（沼尾川火砕流堆積物）。特に沼尾川の左岸は比較的なだらかな高原状の地勢をなしているが、沼尾川はこの高原を削った峡谷を流れており、川の両岸は高さ50メートルあまりの断崖となっている。そのため高原は水を得難く、長年に渡り原野であった。
戦国時代には、上杉謙信が吾妻川と利根川の合流地点に築かれた白井城を支配し、武田信玄が吾妻川中流の岩櫃城を支配した。沼尾川は両者の勢力圏の境にあたる場所となり、要衝として沼尾川の下流左岸の段丘上に柏原城（根古屋城）が設けられた。城は水が乏しかったので、西にある箱島湧水から堀を築いて水路をひらこうとしたが、完成しなかった。江戸時代になると、白井城を中心として白井藩が置かれ、元和年間（1615年から1624年）に本多紀貞が藩主として迎えられた。その頃に沼尾川の左岸に陣屋が築かれた。紀貞は三河国の岡崎藩の出自であったことから、故郷に因んでこの陣屋を「岡崎」と命名したという。
岡崎への入植が始まると、代官に任じられた岡上甚右衛門景親は新田開発のために、沼尾川の上流に堰を築いて水路を開削し、岡崎地区へ導水する計画を立てた。この事業は、初代甚右衛門、2代目甚右衛門、3代目岡上景能と親子3代に渡って受け継がれ、70年かけて完成をみた。設けられた堤は「たかや堰」と呼ばれている。漏水対策として取水口の底は石敷きとし、そこから約2里（約8キロメートル）にわたり、幅6尺（約1.8メートル）、深さ1尺（約30センチメートル）の水路は「岡上用水」と呼ばれている。事業を成し遂げた岡上父子は「岡上大明神」として榛名神社に祀られている。
なお岡上用水が実際に当時の岡崎の稲作にどの程度寄与したのかについては、諸説あり不確かである。当時の年貢の記録によると、岡上用水が利用されていた水田はわずか1町3畝（約1ヘクタール）にとどまっている。そのために、岡上用水はもっぱら飲料水として利用されていたと考える説もある。岡上用水を利用しての新田開発が本格化するのは幕末から明治以降のことであり、現在の同地区の水田のほとんどは明治時代に開墾されたものである。

### 榛名湖の南の水門
元来、榛名山の火口にできたカルデラ湖である榛名湖の湖水は、カルデラの北東部の烏帽子岳・蛇ヶ岳のあいだの火口縁を侵食してできた火口瀬から外輪山を抜けて沼尾川として北へ流れ出し、吾妻川へ注いでいた。一方で、榛名山の南側の裾野では、烏川と井野川に挟まれた洪積台地（現在の高崎市の中心部に相当する。）を中心に慢性的な水不足に悩まされ、古くから長野堰が築かれるなど水源確保の試みが行われてきた。しかしそれも不十分であり、江戸時代にも水を巡って流域の村々のあいだで争いが絶えなかった。
江戸時代中期の宝永年間（1704-1710年）には、高崎藩の藩主松平輝貞（大河内輝貞）が、藩領の井野川・榛名白川流域11村の水利のために岡上用水から水を引こうとして、岡崎の住民と争いになったという記録がある。岡崎側の住民の申し立てでは、火山灰地に築かれた岡上用水は漏水も多く、わざわざ用水管理のために2名を専従させていること、分水を行うと田畑の用水のみならず百姓600名と馬匹150頭あまりの飲用水も不足することなどから、分水をする余裕はないとのことだった。この時は幕府評定所の裁定によって引水の許可が出たものの、高崎藩側が引水のための樋口を設置してよいのは沼尾川の流出口よりも1尺7寸（約51センチメートル）高い位置と定めた。すなわち、沼尾川へ湖水が流出するよりも50センチほど榛名湖の水位が高い、水の余剰がある場合に限られるということになる。さらに、取水は田植えの時期の30日間に限るとした。
高崎藩ではこの裁可を得て早速工事に取り掛かったのだが、磨墨（するす）峠を抜けるトンネル掘削に失敗して工事が難航し、しかも完成しても導水できるのは剰余水のみで効果が小さい。そのうち藩主が転封になってしまい、完成しないまま工事は放棄された。磨墨峠には当時の隧道跡が洞窟となっているほか、磨墨峠の南にある松之沢峠付近には当時の遺構が残されており、藩主の官名（松平右京亮輝貞）から「右京の無駄堀」「右京の馬鹿堀」「右京の泣き堀」と呼ばれている。
明治時代の中頃になって、榛名湖の水を榛名山南山麓の灌漑に利用する計画がもちあがった。1901年（明治34年）に長野堰の利水組合での決議が行われ、計画が具体化した。この計画では、榛名湖の北にある沼尾川への流出口に水門を作って湖水が沼尾川へ流れないようにして、反対側の南湖岸に新しく水門と水路を設け、榛名山外輪山の南側にある天神峠（標高1,121メートル）の下に水路用のトンネルを穿ち、榛名川へ湖水を流そうというものであった。
しかしもともと沼尾川の水を灌漑用に利用していた榛名山北麓の地域（東村の岡崎地区）からはこの事業に反対意見が出された。群馬県の仲裁によって計画が修正され、北の沼尾川への水門は、南の榛名川への水門よりも低い位置に設置することになり、その差は宝永年間の取り決めに基づき1尺7寸（約51センチメートル）と定められた。また、すべての工事費用は南山麓の長野堰水利組合側で負担することとした。
こうして1903年（明治36年）に事業許可が下り、工事が始まった。先に沼尾川の水門が建設されて川が堰き止められたことで、榛名湖の水嵩は数メートル上昇した。南側のトンネル掘削工事には3ヶ月を要した。工事は1903年（明治36年）に完成し、実際に水門をあけて長野堰側への取水が始まったのは翌1904年（明治37年）からである。
南側への水門は、普段は閉じられている。農期の渇水時期になると、1週間から2週間のあいだ、水門を開いて送水を行う。このほか特別な干魃の際には、北麓側の承認を受けて水門を開くことが認められている。これにより榛名湖の水位は季節によって2メートルあまりも変動するようになった。

### 沼ノ原
榛名富士の南麓、榛名湖の南東側の湖岸は沼ノ原と呼ばれるなだらかな高原になっており、榛名湖に流れ込む川の源流と湿原がある。かつては火口のカルデラ全体が湖となっていて、その湖のなかで榛名富士だけが島のように独立していたのだが、約3.1万年前から6世紀にかけて、外輪山の山々の誕生する噴火に伴う噴出物で埋め立てられ、今は湿地となったものである。
太平洋戦争のさなかに日本海軍がこの高原地帯を開拓した。戦後も開拓者が入植したが、野菜の栽培は可能でも穀物の栽培ができなかったために、開拓地の大半は廃れた。現在は観光客向けの宿や物産店などがわずかに並ぶ程度である。

## 支流
利根川
｜吾妻川
｜｜沼尾川（ぬまおがわ ）
｜｜｜湯沢川（ゆざわがわ）
｜｜｜｜物聞川
｜｜｜｜貫沢
｜｜｜西沢
｜｜｜（たかや堰）→岡上用水
｜｜｜榛名湖（はるなこ）

## 主な橋梁
- 沼尾大橋
- 河鹿橋（湯沢川） - 伊香保温泉にある人道橋[35]。
- 紅葉橋（湯沢川）